# Marwa Amri
Marwa Al-Amri (8 de gener de 1989) és una esportista tunisenca que competeix en lluita estil lliure. Va participar en tres Jocs Olímpics d'Estiu, guanyadora d'una medalla de bronze als Jocs Olímpics de Rio de Janeiro 2016, va aconseguir un 8è lloc als Jocs Olímpics de Londres 2012 i un 14è lloc als Jocs Olímpics de Pequín 2008.
Va obtenir una medalla de bronze als Jocs Panafricans de 2015. Ha guanyat nou medalles al Campionat Africà entre els anys 2008 i 2016. Va obtenir una medalla de plata als Jocs Mediterranis de 2009 i 2013.

## Palmarès internacional
| Jocs Olímpics     | Jocs Olímpics                 | Jocs Olímpics | Jocs Olímpics |
| Any               | Lloc                          | Medalla       | Categoria     |
| ----------------- | ----------------------------- | ------------- | ------------- |
| 2016              | Pequín ( Brasil)              | 3             | Lliure 58 kg  |
| Jocs Panafricans  |                               |               |               |
| Any               | Lloc                          | Medalla       | Categoria     |
| 2015              | Brazzaville ( Rep. del Congo) | 3             | Lliure 58 kg  |
| Campionat Africà  |                               |               |               |
| Any               | Lloc                          | Medalla       | Categoria     |
| 2008              | Tunísia ( Tunísia)            | 2             | Lliure 55 kg  |
| 2009              | Casablanca ( Marroc)          | 1             | Lliure 55 kg  |
| 2010              | el Caire ( Egipte)            | 1             | Lliure 55 kg  |
| 2011              | Dakar ( Senegal)              | 1             | Lliure 55 kg  |
| 2012              | Marrakech ( Marroc)           | 1             | Lliure 55 kg  |
| 2013              | Yamena ( Txad)                | 1             | Lliure 55 kg  |
| 2014              | Tunísia ( Tunísia)            | 1             | Lliure 55 kg  |
| 2015              | Alexandria ( Egipte)          | 1             | Lliure 58 kg  |
| 2016              | Alexandria ( Egipte)          | 1             | Lliure 58 kg  |
| Jocs Mediterranis |                               |               |               |
| Any               | Lloc                          | Medalla       | Categoria     |
| 2009              | Pescara ( Itàlia)             | 2             | Lliure 55 kg  |
| 2013              | Mersin ( Turquia)             | 2             | Lliure 55 kg  |